# Sinfonia n. 6 (Šostakovič)
La Sinfonia n. 6 in Si minore (Op. 54) di Dmitrij Šostakovič è stata scritta nel 1939 ed eseguita per la prima volta il 21 novembre dello stesso anno dall'Orchestra filarmonica di Leningrado sotto la bacchetta di Evgenij Mravinskij

## Storia
Molto differente da tutte le precedenti sinfonie del grande compositore russo, la sesta presenta una curiosissima particolarità: il primo movimento dura molto di più degli ultimi due messi insieme.
Šostakovič la descrive così:
"La mia sesta sinfonia differisce nel carattere della sua musica dagli stati d'animo e dagli umori della precedente, con la sua tensione tragica. La musica della sesta è soprattutto contemplativa e lirica, volevo personificare in essa stati d'animo legati alla primavera, alla gioia e alla giovinezza."
Originalmente, nel 1938, la sesta fu pensata per essere un'opera dedicata a Lenin (un'idea che il maestro aveva da anni, ma che realizzerà solamente con la dodicesima sinfonia), con una monumentale composizione per solisti, coro e orchestra, sul testo "Vladimir Ilyich Lenin" di Majakovskij.
Nel 1939 Šostakovič però, in una trasmissione radio, non citò nessuno di questi argomenti.
La première della sesta avvenne nella sala grande della Filarmonica di Leningrado. Fu un grandissimo successo.
La prima registrazione venne fatta dal direttore Leopold Stokovsky con la Philadelphia Orchestra nel 1940.

## Struttura
La sinfonia è composta da tre movimenti: largo, allegro, presto.

## Registrazioni
- "Shostakovic, The symphonies", Vladimir Ashkenazy, Royal Philharmonic Orchestra